# Гены и среда
«Гены и среда» (англ. Nature vs. Nurture) — тринадцатый эпизод американского мультсериала «Новые приключения Человека-паука», основанного на одноимённом персонаже комиксов Marvel, созданном Стэном Ли и Стивом Дитко. Первый показ состоялся 14 июня 2008 года.

## Сюжет
Человек-паук возвращается к борьбе с преступностью в красно-синем костюме. Он сообщает Большому Боссу, что не будет работать на него. Затем к Томбстоуну является Веном и устраивается в его ряды с жаждой уничтожить Паука. В школе Питер мирится с друзьями, а затем вместе с Гвен навещает тётю Мэй в больнице. Дома на Паркера нападает Веном. Он справляется с Пауком, но не убивает его, желая уничтожать того «по кусочкам» и угрожает его близким.
Паук преследует Венома до больницы тёти Мэй и узнаёт, что симбионт завладел Эдди Броком. Потом Питер отправляется на парад Дня благодарения, чтобы защитить Мэри Джейн, на которую, как думает Паук, нападёт Веном, ибо считает, что Паркер любит её. Но Брок связывает Гвен и подвешивает её на шар с обезьяной. Одноклассники замечают Гвен и тоже направляются за ней. В ходе битвы, паутина Венома рвётся, и Гвен падает, но ученики используют ладонь шара обезьяны и ловят её. Человек-паук терпит поражение и на крыше просит симбионта вернуться к нему. Пришелец бросает Брока и возвращается к Питеру, но когда соединяется с ним, понимает, что Паркер обманул его. В сознании Паук снова психологически побеждает симбионта, и тот пытается вернуться к Эдди, но герой ловит его. Затем он заливает пришельца в бетон на стройке.
Дома Питер видит выписанную из больницы тётю Мэй, а позже к нему приходит семья Стейси. Вместе с ними семья Паркеров празднует День благодарения. Когда Питер моет посуду, он осмысливает свою жизнь и понимает, что нужен этому городу. Питер выливает чистильщик генов в раковину. Затем он прощается с Гвен, которая, уходя, целует его. Питер вспоминает слова Венома о том, что тот «знает, кого он любит больше всего».

## Роли озвучивали
- Джош Китон — Питер Паркер (Человек-паук)
- Дебора Стрэндж — Мэй Паркер
- Бен Дискин — Эдди Брок (Веном)
- Кевин Майкл Ричардсон — Тобстоун
- Ванесса Маршал — Мэри Джейн Уотсон
- Лейси Шабер — Гвен Стейси
- Аланна Юбак — Лиз Аллан

## Производство
Сценарий к эпизоду написал Кевин Хоппс, а режиссёром выступил Виктор Кук. Премьера состоялась 14 июня 2008 года. Грег Вайсман, один из продюсеров мультсериала, придумал определённую схему именования эпизодов — «Образование с Питером Паркером». С 10 серии первого сезона и до его конца названия эпизодов основывались на науке психологии.

## Отзывы

Динамика оценок IGN к эпизодам 1 сезона мультсериала

Эрик Гольдман из IGN поставил эпизоду оценку 9 из 10 и написал, что «участие друзей Питера в финальной битве было очень забавным. Тот факт, что именно они, включая Флэша и Мэри Джейн, спасли Гвен от падения, было отличным способом показать их важность для этого мультсериала». Рецензент также отметил поцелуй Питера и Гвен в конце, написав, что «изображение их отношений в этом сериале было действительно превосходным с самого начала, и это свидетельство того, насколько хороши „Новые приключения Человека-паука“; мы можем закончить сезон на романтическом ритме, а не на супергеройском, и почувствовать себя полностью удовлетворёнными».
Шон Эллиот из iF Magazine поставил эпизоду оценку «B+». Критик написал, что «последняя серия первого сезона была и хорошей, и плохой». Он подметил, что «развитие второстепенных персонажей и отношения Питера с ними только усилились после этого эпизода», но «Веном однако был чем-то вроде разочарования». Рецензент посчитал, что сцена, в которой Веном просит работу у Томбстоуна, была лишней в эпизоде, и отметил, что к этому элементу потом никогда не возвращались. Эллиот также отмечает, что Венома побеждают за один эпизод, как это и бывает в мультфильмах. Ему всегда кажется «настолько анти-кульминационным, что сага о чёрном костюме занимает несколько эпизодов, но как только появляется Веном, требуется всего одна серия, чтобы его победить».
Майкл Танака из Firefox News поставил серии 5 звёзд из 5 и написал, что эпизод ему понравился. Он отметил, что «сцены боя были хорошими», и оценил «как было освещено одиночество Брока». Рецензент «был немного обижен тем, как они оставили Брока на крыше» в конце. «Было бы неплохо, если бы он прошёлся по тёмному переулку, тряся кулаками» — пишет Майкл.
Зрители тоже тепло восприняли эпизод; Screen Rant и CBR поставили его на 1 место в топе лучших эпизодов мультсериала по версии IMDb.